# Беззубенков, Геннадий Иванович
Геннадий Иванович Беззубенков (род. 28 апреля 1949, Барышский район, Ульяновская область) — советский и российский оперный певец (бас). Народный артист Российской Федерации (2002). Лауреат Государственной премии России (1998).

## Биография
Родился 28 апреля 1949 года в деревне Старая Вителевка.
В 1979 году окончил Ленинградскую государственную консерваторию им. Н. А. Римского-Корсакова (класс Б. М. Лушина и Н. Л. Вельтер).
С 1989 года — солист Мариинского театра.

## Репертуар
В репертуаре певца более шестидесяти партий, среди которых:
- Иван Сусанин («Жизнь за царя»)
- Фарлаф и Светозар («Руслан и Людмила»)
- Аминахар и Мато («Саламбо», концертное исполнение)
- Варлаам и Пимен («Борис Годунов»)
- Иван Хованский и Досифей («Хованщина»)
- Кум и Черевик («Сорочинская ярмарка», концертное исполнение)
- Кончак («Князь Игорь»)
- Князь Гудал («Демон»)
- Князь Гремин («Евгений Онегин»)
- Нарумов («Пиковая дама»)
- Рене и Бертран («Иоланта»)
- Юрий Токмаков («Псковитянка»)
- Чуб («Ночь перед Рождеством»)
- Окиян-море, Дуда, варяжский гость и Лука Назарьевич («Садко»)
- Василий Собакин («Царская невеста»)
- Князь Юрий Всеволодович («Сказание о невидимом граде Китеже и деве Февронии»)
- Тень Вергилия («Франческа да Римини»)
- Камергер («Соловей»)
- Генерал; толстый англичанин («Игрок»)
- Король Треф; Глашатай и маг Челий («Любовь к трем апельсинам»)
- Фауст («Огненный ангел»)
- Ткаченко («Семён Котко»)
- Дон Карлос; Мендоза («Обручение в монастыре»)
- Балага, маршал Даву, граф Ростов, Кутузов и Ермолов («Война и мир»)
- Доктор («Нос»)
- Борис Тимофеевич, священник и старый каторжник («Катерина Измайлова»)
- Гаврюшка («Игроки»)
- Зосима («Братья Карамазовы»)
- Алидоро («Золушка»),
- Банко («Макбет»)
- Доктор Гранвиль («Травиата»)
- Падре Гуардиано и алькальд («Сила судьбы»)
- Царь Египта и Рамфис («Аида»)
- Великий инквизитор («Дон Карлос»)
- Лодовико и Монтано («Отелло»)
- Тимур («Турандот»)
- Коппелиус («Сказки Гофмана»)
- Папа Климент VII («Бенвенуто Челлини»)
- Старый иудей («Самсон и Далила»)
- Бартоло («Свадьба Фигаро»)
- Командор («Дон Жуан»)
- Дон Альфонсо («Так поступают все»)
- Оратор; Зарастро («Волшебная флейта»)
- Даланд («Летучий голландец»)
- Ландграф («Тангейзер»)
- Генрих Птицелов («Лоэнгрин»)
- Король Марк («Тристан и Изольда»)
- Доннер и Фафнер («Золото Рейна»)
- Хундинг («Валькирия»)
- Фафнер («Зигфрид»)
- Гурнеманц («Парсифаль»)
- Первый назаретянин («Саломея»).

## Признание и награды
- Медаль ордена «За заслуги перед Отечеством» II степени (2008)
- Народный артист Российской Федерации (2002)
- Заслуженный артист РСФСР (1983)
- Лауреат премии Casta Diva (2004)
- Лауреат премии «Балтика» (2002)
- Лауреат национальной театральной премии «Золотая маска» за партию Гурнеманца в спектакле «Парсифаль» (номинация «Лучшая мужская роль в опере», 1998)
- Лауреат высшей театральной премии Санкт-Петербурга «Золотой софит» за партию Гурнеманца в спектакле «Парсифаль» (номинация «Лучшая роль в музыкальном театре», 1997)

## Комментарии
1. ↑  Старая Вителевка[3] не сохранилась; ныне — урочище[4] в Барышском районе Ульяновской области.